# Šubić I. Mladen
Šubić I. Mladen (horvátul: Mladen I. Šubić, 1255 körül – 1304) horvát nemes, a Šubić nemzetségből származó traui, spalatói gróf, 1302 és 1304 között bosnyák bán.

## Családja
Šubić II. István brebiri és traui gróf fia, Šubić I. István brebiri és traui gróf unokája volt. Testvére I. Pál volt a család feje, aki a brebiri grófi cím mellett a horvát báni címet is viselte. I. György sebenico és trau grófja volt, I. János pedig a brebiri grófi címet viselte. Lánytestvérei közül az Stanislava a klarissza rend apácája, a másik lány Jelena pedig Jacopo Tiepolo velencei nemes felesége lett.

## Élete
Neve 1277-ben bukkan fel az írásos forrásokban, amikor bátyját, Pált követte a traui podesta tisztségében. Ekkor már a Šubićok uralták szinte az összes tengerparti várost a Velebit-hegységtől délre, de a birtokukban lévő földek nem alkottak egységes területet, a vármegyék és várak birtoklásáért pedig más nemesi családokkal is versengtek. Bátyja Pál még ez évben beavatkozott a velenceiek és a Kačićok közötti konfliktusba és megszerezte Omiš városának és Brač szigetének irányítását. Másik fivérét Šubić I. Györgyöt Omiš grófjává nevezték ki, Mladen pedig 1278-ban Spalato városát vette át bátyjától, melynek kormányzását 1302-ig vezette. 1286-ban és különösen 1287-ben a velenceiek mindent megtettek, hogy fenntartsák a sok vérrel megszerzett területeket. 1287 októberében a velencei nagytanács úgy döntött, hogy felszereli és elindítja a flottát az omišiak ellen, egyúttal a trauiakat is fellázították a Šubićok uralma ellen, de mindhiába. A Šubićok mindenütt meg tudták tartani hatalmukat. 
1288-ban Pál fivéreivel, Györggyel és Mladennel béketárgyalásokat kezdett Velencével. Hosszas tárgyalások után 1290 májusában megkötötték a békeszerződést. A Šubićok követei a tárgyalásokon garantálták, hogy az omiši kalózok nem támadnak velencei hajókra, és nem fognak az Adriai-tenger északi részén hajózni. Elismerte a velencei fennhatóságot Hvar és Brač szigete felett. Trau, Sebenico és Spalato városok vállalták, hogy 20 000 fontot fizetnek Velencének garanciaként. A velenceiek garantálták, hogy nem támadják meg Pál területeit, és szabad utat biztosítottak bátyjának, I. Györgynek itáliai utazásai során.
IV. László király 1290-ben utód nélkül bekövetkezett halálával örökösödési háború robbant ki az Árpád-házból származó, a magyar nemesek többsége által támogatott III. András és a horvát nemesség nagy részének támogatását élvező trónkövetelő Martell Károly salernói herceg között. A Károlyt támogató nemesi családok között volt a Šubić család is.  Az Anjouk korábbi jó kapcsolataik miatt elsősorban a Šubićokhoz fordultak, András szövetségese pedig Babonić István szlavón bán lett. Ennek eredményeként a Šubićok és a Babonićok között vita alakult ki a Bihács melletti Drežnik megye ügyében, amelyet András a Babonićoknak, míg az Anjouk a Šubićoknak adományoztak.
1292-ben Martel Károly apja, II. Károly nápolyi király fia nevében odaadományozta a Šubić családnak egész Horvátország örökös jogait „minden báróval, vazallussal, városokkal, várakkal és falvakkal, a szomszédos szigetekkel és minden joggal és tartozékkal" a Gvozd-hegységtől a Neretva folyóig, kivéve Horvátország legnyugatibb részét, amelyet a Frangepánok uraltak. Közben azonban III. Andrásnak is sikerült megszilárdítani hatalmát azzal, hogy a nemesség elfogadta királynak, és rövid békeidőszak következett. 1299-ben II. Károly megerősítette Šubić Pál és testvérei minden jelenlegi és jövőbeli birtokát, azzal a feltétellel, hogy a Šubićok csapatokat biztosítanak az Anjou hadjáratokhoz. 1300 januárjában I. György felkereste a pápát Rómában és az Anjoukat Nápolyban. György meggyőzte II. Károlyt, hogy érvényesítse unokája trónigényét, és szervezze meg unokája, Károly Róbert utazását az Adriai-tengeren keresztül Spalato városába. György és Károly Róbert augusztusban érkezett Spalatoba. Innen Pál elkísérte Károlyt Zágrábba. 
1301 januárjában meghalt III. András, erre Károly Esztergomba sietett, ahol 1301 tavaszán megkoronázták, de a Šubićok ekkor már uralmuknak a Boszniai Bánságra való kiterjesztésére összpontosítottak. Boszniában már 1301-ben lázongások folytak István bán ellen. Ezt kihasználva Šubić Pál és öccse, I. Mladen felosztották Boszniát egymás között.  1302 tavaszán Šubić I. Mladen István bosnyák bán ellen vonult, és májusra átvette az irányítást a bánság nagy részén egészen a keleti Drina folyóig. Az offenzíva júniusban ért véget, amikor Bosznia új bánjaként I. Mladen a Drina partján fekvő Foča városából kereskedelmi kiváltságokat adott régi alattvalóinak, Spalatonak. Mladen üldözte az általa eretneknek tekintett, de Boszniában széles körben elterjedt bogumilizmus követőit. Valószínűleg ez lett a veszte, mert 1304 júniusában István bán hívei meggyilkolták. Halála megtorlásául Šubić Pál még az évben sereggel tört Boszniára és 1305. februárjára visszaállította a Šubićok hatalmát, a báni tisztséget pedig fiának, II. Mladennek adta át.